# Џеки Хофман
Џеклин Лора Хофман (29. новембар 1960. године) је америчка глумица, певачица и станд-уп комичар позната по својим женским емисијама са темама о јеврејским песмама и монолозима.

## Каријера
Хофман је освојила Награду Џозеф Џеферсон, позоришну награду Чикага, током свог осмогодишњег мандата са другом градском трупом. Она је глумила у следећим соло комедијским представама: „Ако зовете овај живот”, „Квечинг се наставља”, „Ханука Џеки Хофмана”, „Ханука Харол”, „Џекијев Кошер Кристмас” и „Џекијев масакар Валентинског дана” и друге.